# الثلاجة (مسرحية)
الثلاجة مسرحية كويتية كوميدية من تأليف علي بولند، وإخراج يوسف الحشاش، تدور أحداثها في إطار كوميدي ساخر، عرضت عام 2019.

## عن المسرحية
شهدت مسرحية الثلاجة عودة اسطورة الكوميديا النجم الكوميدي الكبير عبدالناصر درويش للمسرح الكويتي بعد 14 عاماً عن اخر مسرحية قدمها وهي يواش يواش، حيث اُستقبل بترحيب كبير من الجمهور الكويتي والخليجي ووجهت دعوات عديده للمسرحية للعرض في عدد من دول الخليج. وبهذه المسرحية تم تأسيس قروب عبد الناصر درويش.
قام الفنان الكبير عبد الناصر درويش وكأستجابه لطلب الجماهير بتغيير دورة من شخصية المختار إلى شخصية المختارة

## الممثلين والشخصيات
- عبدالناصر درويش
- فيصل بوغازي
- مبارك المانع
- سلطان الفرج
- حسين المهدي
- نوره العميري
- بشار الجزاف
- ضاري عبد الرضا
- سامي مهاوش
- مي التميمي
- يوسف الحشاش بديل سامي مهاوش في عروض البحرين والسعودية
- شيماء سبت بديلة نوره العميري في عروض البحرين والسعودية[6]